# Radio Impala
Pour les articles homonymes, voir Impala (homonymie).
Radio Impala était une radio privée allemande. Destinée à la communauté russe, une grande partie de ses programmes est produite par La Voix de la Russie ; elles s'arrêtent en même temps.

## Histoire
En mai 2012, la société Pleximedia est fondée à Berlin-Charlottenburg. Elle commence à émettre des programmes sous le nom de Radio D1 le 3 septembre 2012. La même année, TopDABRadio émet dans les régions de Francfort, du Bade-Wurtemberg et de la Rhénanie-du-Nord-Westphalie puis s'appelle Radio Lux. RTL Group demande un autre nom pour qu'il n'y ait pas de confusion. De même, D1 peut être confondu avec un magazine informatique. Le 2 octobre, on choisit finalement le nom de Radio Impala.
En septembre 2012, Pleximedia reçoit la permission de diffuser des programmes en allemand et en russe sur la Hesse. L'actionnaire unique est alors Vartаn Tоganyan, propriétaire et gestionnaire d'Eurasian Media Group, basé à Moscou (plus tard, l'actionnaire unique sera New Century United Enterprise Gmbh). L'émission commence en décembre.
En janvier 2013, La Voix de la Russie envisage de créer Radio Moskau. Les nouveaux programmes sont lancés en avril.
Le 10 novembre 2014, La Voix de la Russie disparaît au profit de la nouvelle structure Sputnik. Avec l'expiration du contrat avec La Voix de la Russie, l'émission de Radio Impala cesse en décembre 2014 dans la Hesse et la Rhénanie du Nord-Westphalie. Jusqu'à la fin de son préavis pour Berlin, elle diffuse simplement de la musique instrumentale. Par ailleurs, Pleximedia fusionne avec Costa Gmbh, situé à Potsdam.

### Source de la traduction
- (de) Cet article est partiellement ou en totalité issu de l’article de Wikipédia en allemand intitulé « Radio Impala » (voir la liste des auteurs).